# ناهیده خان
ناهیده خان (انگلیسی: Nahida Khan؛ زادهٔ ۳ نوامبر ۱۹۸۶) بازیکن کریکت زن اهل پاکستان است.